# Onthophagus vuattouxi
Onthophagus vuattouxi là một loài bọ cánh cứng trong họ Bọ hung (Scarabaeidae).